# Wiley (рэпер)
Уа́йли (Wiley), также известный как Wiley Kat и Eskiboy — британский рэпер, музыкальный продюсер, эмси и диджей из восточного Лондона, работающий в жанре грайм, кавалер ордена Британской империи. Также является одним из основателей и участников грайм-коллектива Roll Deep. «Крёстный отец грайма».

## Биография
Начав свою музыкальную карьеру в 15 лет, впервые Wiley прославился как участник восточно-лондонской гэридж-группы Pay As You Go в конце 1990-х годов. С того времени он выпустил достаточно много сольных виниловых синглов, самостоятельно развозя их на своём байке по магазинам Лондона. В 2002 году один из синглов под названием Eskimo получил огромный успех на андеграунд-сцене, распроданный многотысячным тиражом, в то время как продажи синглов других продюсеров обычно не превышали и одной тысячи. Этот трек наравне с такими хитами, как I Luv U от Dizzee Rascal и Pulse X от Musical Mobb, во многом определил развитие грайма. Как диджей Wiley постоянный участник пиратских радиостанций восточного Лондона, что также значительно повлияло на его известность. Покинув Pay As You Go, он стал одним из основателей нового проекта под названием Roll Deep, дебютный альбом которого в 2005 году получил статус серебряного, а два сингла с него попали в национальные хит-парады. В 2004 году на лейбле XL Recordings Wiley выпустил свой собственный дебютный сольный альбом «Treddin' on Thin Ice». С 2006 года под псевдонимом Eskiboy им была выпущена серия успешных миксдисков на грайм-лейбле Boy Better Know. В сентябре 2006 года Wiley подписал контракт с лейблом Big Dada на выпуск своего очередного полноценного альбома «Playtime is Over», который вышел в июне 2007 года.

## Дискография

### Миксдиски
- Da 2nd Phaze — Eskiboy (27 апреля 2006, Boy Better Know)
- 'Tunnel Vision Vol. 1 — Eskiboy (8 сентября 2006, Boy Better Know)
- Tunnel Vision Vol. 2 — Eskiboy (12 октября 2006, Boy Better Know)
- Tunnel Vision Vol. 3 — Eskiboy (20 октября 2006, Boy Better Know)
- Tunnel Vision Vol. 4 — Eskiboy (13 декабря 2006, Boy Better Know)
- Tunnel Vision Vol. 5 — Eskiboy (19 января 2007, Boy Better Know)

### Альбомы
- Treddin' on Thin Ice — (26 апреля 2004, XL Recordings)
- Da 2nd Phaze — (1 июля 2006. Boy Better Know)
- Playtime is Over — (4 июня 2007, Big Dada)
- Grime Wave — (25 мая 2008, Eskibeat Recordings)
- See Clear Now — (10 ноября 2008, Asylum/Warner Music)
- Race Against Time — (8 июня 2009, Eskibeat Recordings)
- 100 % Publishing — (20 июня 2011, Big Dada)
- Evolve Or Be Extinct — (19 января 2012, Big Dada)
- The Ascent — (1 апреля 2013, Warner Music Group)
- Snakes And Ladders — (3 ноября 2014, Big Dada)
- Godfather — (13 января 2017, CTA Records)
- Godfather II — (27 апреля 2018, CTA Records)
- Godfather III — (5 июня 2020, Wiley Records)
- Boasty Gang — (22 июня 2020, Wiley Records)

### Мини-альбомы
Chill Out Zone EP — (12 июля 2011, Elusive Entertainment)